# Lone Grove
Lone Grove är en ort i Carter County i Oklahoma. Vid 2010 års folkräkning hade Lone Grove 5 054 invånare.